# Ulrich Beck
Ulrich Beck (Stolp, 15 mei 1944 – München, 1 januari 2015) was 
een gezaghebbende  Duits socioloog die als hoogleraar doceerde aan de Universiteit van München en de London School of Economics.  Zijn boek   Risikogesellschaft  verscheen in 35 talen, waaronder in het Nederlands, De wereld als risicomaatschappij.  Het is een bundel kritische essays over de fysieke en sociale risico's die de huidige technologische maatschappij met zich meebrengt. Beck houdt een pleidooi om mogelijke onzekerheden vroegtijdig in kaart te brengen om onheil te voorkomen.

## Levensloop
Beck werd geboren in de toen Duitse stad Stolp, het huidige Poolse Słupsk. Vanaf 1966 studeerde hij sociologie, filosofie, psychologie en politicologie aan de Universiteit van München. In 1972 promoveerde hij en werkte sindsdien aan diezelfde universiteit. Na zijn habilitatie in 1979 was hij hoogleraar in Münster (1979-1981) en Bamberg (1981-1992). In 1992 keerde hij terug naar de Universiteit van München, als hoogleraar in de sociologie en directeur van het Sociologisch Instituut.  Hij had daarnaast een aanstelling aan de London School of Economics. Beck won gedurende zijn loopbaan vele prijzen.
Centraal in Becks werk staan vraagstukken omtrent modernisering, ecologische problemen, individualisering en globalisering. Hij verwierf grote bekendheid met zijn concept risicomaatschappij (Risikogesellschaft), Zijn onderzoek en theorievorming was altijd verbonden met een actief politiek engagement.
Ulrich Beck overleed op nieuwjaarsdag 2015 op zeventigjarige leeftijd aan een hartinfarct.

## Onvoorziene effecten
Op 6 augustus 1945 ontplofte de atoombommen op Hiroshima en Nagasaki. Ulrich Beck noemt in De risicomaatschappij Robert Oppenheimer, de vader van de atoombom, een persoon, die een product heeft vervaardigd, waarvan hij de impact totaal niet kon overzien. Alleen in de praktijk zouden de effecten merkbaar zijn. Dit geldt, volgens Beck, voor veel technologische vindingen waarvan de uitwerking op de lange termijn onzeker is.
Ulrich  Beck zet de technisch/economische vooruitgang in de industriële samenleving  af tegenover de niet voorziene gevolgen, zowel nationaal als wereldwijd. 
In het jaar dat de De risicomaatschappij verscheen (1986) voltrok zich op 26 april de kernramp van Tsjernobyl. Beck noteerde: "Veel dat ik geschreven, bij wijze van gedachtenexperiment – de onzichtbare gevaren die ons omringen, het ontbreken van de nodige kennis, de schade aan het milieu- lijkt na Tsjernobyl nog maar een magere beschrijving van de huidige toestand."
Dreiging en onzekerheid hebben altijd bij het menselijk bestaan gehoord.. Epidemieën en hongersnood leken haast onuitroeibaar te zijn. De voortgaande beschaving en moderniteit heeft daar wel degelijk een antwoord op gevonden en dat is winst, zegt Beck. De risicomaatschappij trekt andere grenzen; tussen weten en niet-weten, waarheid en leugen, goed en kwaad. Ondanks de mondialisering verwachten burgers nog steeds dat (lokale) politici en experts een antwoord op alle gevaren weten. Toch zijn we regelmatig slachtoffer van de technologische vooruitgang. De bestaande nationale instellingen zijn niet in staat om risico’s te voorzien en de onvoorspelbare logica van de markt gaat haar eigen weg.
Ook eerdere periodes in de geschiedenis kenden onzekerheid, bedreigingen en catastrofes, maar deze  konden worden toegeschreven aan het geweld van de natuur, de goden en demonen. Nog nooit was er zo’n duidelijke samenhang tussen door mensen genomen beslissingen en de weerslag op de samenleving.

Wereldwijde risico’s hebben vier kenmerken: ze houden zich niet aan grenzen, zijn niet te controleren, niet meer te compenseren en ontstaan door gebrek aan kennis.
Beck betoogt dat, met behulp van nog betere waarschijnlijkheidsberekeningen en voorzorgsmaatregelen toekomstige rampen te voorkomen zijn.  Risicomaatschappij werd door de International Sociological Association betiteld als een van de belangrijkste sociologische boeken van de 20e eeuw.

## Het individu onder druk
In een artikel in de Volkskrant vroeg socioloog Evelien Tonkens zich af waarom Nederlanders vaak zo’n slecht humeur hebben, hoewel ze gezonder en rijker dan ooit zijn. Ze vond het antwoord in het boek Indivudualization dat Ulrich Beck, samen met zijn vrouw Elisabeth schreef.
De individualisering, zowel in moreel als emotioneel opzicht, wakkert het onbehagen aan, schrijft Beck. De loopbaan, relaties, seksleven en gezondheid liggen allemaal op het bordje van het individu en deze verantwoordelijkheid voor het eigen geluk maakt ons ongelukkig. De noodzaak om zelf te kiezen en problemen op te lossen vraagt van de gemiddelde burger (te) veel vaardigheden.  Zoals een planning maken voor de lange termijn, doelen stellen, tegenslag accepteren en opnieuw te beginnen. Individualisering is volgens Beck in zijn gelijknamige boek, geen emancipatie, autonomie en evenmin de ontwikkeling van een persoonlijkheid. Hij bedoelt hiermee dat mensen tegenwoordig verplicht hun eigen biografie vorm te geven. Ze zijn hiertoe gedoemd. 
Vroeger lagen klasse, geloof en gezondheid  vast in een gedeelde identiteit. Tegenwoordig moet je op al deze gebieden zelf keuzes  maken. Een architect zijn van het eigen bestaan. Maar in een rechtvaardige maatschappij, betoogt hij, moeten politici zich sterk maken voor het verminderen van risico’s voor alle burgers. Het gaat nu minder om de verdeling van welvaart, als het krijgen van gelijke kansen voor iedereen.
De socioloog betoogt dat alles, dat haalbaar is, daarmee nog niet onvermijdelijk is.  Politici hebben de plicht om hier voortdurend het debat over te voeren, dat moet uitmonden in een welbewuste keuze.  Het liefst wereldwijd. Beck noemt dit een kosmopolitisch moment. Hij was overigens niet pessimistisch over de toekomst. Risico’s dwingen bedrijven en instanties om in beweging te komen. Ook al willen ze dit niet, ze zullen door de omstandigheden gedwongen, wel moeten.

## Belangrijke werken
- 1986 · Risikogesellschaft - Auf dem Weg in eine andere Moderne
- 1988 · Gegengifte : die organisierte Unverantwortlichkeit. Frankfurt am Main: Suhrkamp.
- 1992 · Risk Society: Towards a New Modernity. London: Sage
- 1994 · met Anthony Giddens en Scott Lash. Reflexive Modernization.Politics, Tradition and Aesthetics in the Modern Social Order. Cambridge: Polity Press.
- 1995 · Ecological Politics in an Age of Risk. Cambridge: Polity Press.
- 1996 · The Reinvention of Politics. Rethinking Modernity in the Global Social Order. Cambridge: Polity Press.
- 1999 · What Is Globalization?. Cambridge: Polity Press.
- 2002 · met Elisabeth Beck-Gernsheim. Individualization: Institutionalized Individualism and its Social and Political Consequences. London: Sage.
- 2005 · Power in the Global Age. Cambridge: Polity Press.
- 2006 · Cosmopolitan Vision. Cambridge: Polity Press.